# Peromyia palposa
Peromyia palposa är en tvåvingeart som beskrevs av Boris Mamaev och Zaitzev 1997. Peromyia palposa ingår i släktet Peromyia och familjen gallmyggor. Inga underarter finns listade i Catalogue of Life.